# عمرة بنت وائلة
عَمرة أبنةُ وائِلَة الغامدي،امرأة جاهلية، زوجة عبد شمس بن عبد مناف توأم جد النبي محمد ﷺ هاشم بن عبد مناف، وهي جدة أمية بن أبي الصلت أمّ أمّه قال الزبيري: «وعبدَ العُزَّى بن عبد شمس ؛ ورُقَيةَ بنت عبد شمس ، وأمُّهما : عمرة بنت وائلة ابن الدُّؤل»

## نسبها
- هي عَمرة بنت وائِلَة بن الدَّؤل بن سَعدِ مَنَاة بن عَمرو وهو (غامد) بن كَعب (الجد الأصغر لأزد شنوءة)[3][4][5][6][7] وهو كعب بن الحارث بن كعب بن عبد الله بن مالك بن نصر (شنوءة) بن الأزد[8][9][10][11]

## أبنائها
- عبد العُزَّى بن عبد شمس[12]
- رُقَيةَ بنت عبد شمس[2]